# Бржевновское кладбище
Бржевновское кладбище (чеш. Břevnovský hřbitov) — кладбище, расположенное в районе Бржевнов в Праге около одноименного монастыря — первого мужского бенедиктинского монастыря Праги. Основано в 1739 году. Изначально служило в качестве места захоронения монахов соседнего монастыря.
В XIX веке кладбище было существенно расширено (в 1869 и 1881).
Среди достопримечательностей кладбища можно назвать часовню святого Лазаря, построенную в 1762 году по проекту Ансельмо Лураго, надгробие Игнаца Михала Платцера и скульптуру Святого Прокопа, поставленные Карлом Йозефом Гиернлом.
На кладбище похоронены несколько известных деятелей культуры и науки, среди них:
- поэт Сигизмунд Боушка,
- богослов Клемент Боровы,
- поэт Иван Дивиш,
- поэт, певец, автор-исполнитель и прозаик Карел Крыл[1]
- настоятель монастыря Ян Анастас Опасек,
- философ Ян Паточка,
- архитектор Ян Сокол,
- живописец Франтишек Тихий,
- поэт и драматург Йозеф Топол,
- спортсмен, спидвеист Любош Томичек,
- математик Войтех Ярник,